# هلن اوبیری
هلن اوبیری (انگلیسی: Hellen Obiri؛ زادهٔ ۱۳ دسامبر ۱۹۸۹) دونده دو نیمه‌استقامت اهل کنیا است.
وی در مسابقات کشوری و بین‌المللی در مجموع برندهٔ ۴ مدال طلا، ۱ مدال نقره، ۱ مدال برنز شده‌است.